# Rosko John
 (décembre 2023).
Si vous disposez d'ouvrages ou d'articles de référence ou si vous connaissez des sites web de qualité traitant du thème abordé ici, merci de compléter l'article en donnant les références utiles à sa vérifiabilité et en les liant à la section « Notes et références ».
Rosko John est un rappeur britannique, membre non permanent du collectif musical Archive.

## Biographie
En 1994, il rencontre le musicien Darius Keeler qui lui propose de se joindre au groupe Archive, ce que Rosko accepte. Archive est un groupe de musique rock et électronique, mais aux sonorités davantage trip hop lors de leur premier album Londinium (1996). Cependant, à cause de tensions au sein du groupe, Rosko quitte Archive.
Il marque son retour en 2008, par sa présence sur le septième album du groupe Controlling Crowds, sorti en 2009, ainsi que sur la tournée qui a suivi sa sortie.